# Pogrima palmasalis
Pogrima palmasalis är en fjärilsart som beskrevs av William Schaus 1940. Pogrima palmasalis ingår i släktet Pogrima och familjen mott. Inga underarter finns listade i Catalogue of Life.